# Uroleucon tessariae
Uroleucon tessariae är en insektsart. Uroleucon tessariae ingår i släktet Uroleucon och familjen långrörsbladlöss. Inga underarter finns listade i Catalogue of Life.